# Episodi de La que se avecina (nona stagione)
La nona stagione della serie televisiva La que se avecina è stata trasmessa in anteprima in Spagna da Telecinco tra il 5 aprile 2016 e il 19 dicembre 2016.
| nº | Titolo originale                                                             | Titolo italiano | Prima TV Spagna  | Prima TV Italia |
| -- | ---------------------------------------------------------------------------- | --------------- | ---------------- | --------------- |
| 1  | Una sonámbula, un hombre florero y un ácaro en chándal                       |                 | 5 aprile 2016    |                 |
| 2  | Una anabolicachas, un radar giratorio y una deconstrucción de croqueta       |                 | 12 aprile 2016   |                 |
| 3  | Una luna de miel, un terreno rústico urbanizable y un presidente en remojo   |                 | 19 aprile 2016   |                 |
| 4  | Un bar con wifi, un hombre con peso y una aprendiz de maruja                 |                 | 26 aprile 2016   |                 |
| 5  | Un león usurpado, una himenoplastia y una reforma sorpresa                   |                 | 3 maggio 2016    |                 |
| 6  | Un coche eléctrico, una chacha literata y una sopa de dedo agridulce         |                 | 10 maggio 2016   |                 |
| 7  | Un beach club, un zahorí de pueblo y una vecina sin vagina                   |                 | 17 maggio 2016   |                 |
| 8  | Una invidente, unos genes ligerillos y un mayorista reciclado                |                 | 25 maggio 2016   |                 |
| 9  | Un pianista loco, unos zombis bilingües y un foco de vicio y fornicio        |                 | 1º giugno 2016   |                 |
| 10 | Un aerofóbico, un mayorista transformista y una funeraria low-cost           |                 | 10 ottobre 2016  |                 |
| 11 | Una secesión, una sub-piña y superchochete contra el Capitán Salami          |                 | 17 ottobre 2016  |                 |
| 12 | Una yaya por sorpresa, una vasectomía y la gran orquesta de Montepinar       |                 | 24 ottobre 2016  |                 |
| 13 | Una tanqueta, una eminencia rusa y la madre de todas las derramas            |                 | 1º novembre 2016 |                 |
| 14 | Un muerto en vida, un littlebrother y una coleccionista de souvenirs         |                 | 7 novembre 2016  |                 |
| 15 | Una póliza premium, un novio-tirita y un mayorista con el género a la vista  |                 | 14 novembre 2016 |                 |
| 16 | Una ruina en venta, unas elecciones explosivas y un campamento de refugiados |                 | 21 novembre 2016 |                 |
| 17 | Una rehabilitación, un apechusque mortal y un retorno a Villazarcillo        |                 | 28 novembre 2016 |                 |
| 18 | Una piña podrida, un hombre sin filtro y la bichopalo en Ibiza               |                 | 12 dicembre 2016 |                 |
| 19 | Una vagina sin vida, una almorrana emocional y una Navidad de muerte         |                 | 19 dicembre 2016 |                 |